# Hrabstwo Lawrence (Missouri)
Hrabstwo Lawrence (ang. Lawrence County) – hrabstwo w stanie Missouri w Stanach Zjednoczonych. Obszar całkowity hrabstwa obejmuje powierzchnię 613,38 mil² (1588 km²). Według danych z 2010 r. hrabstwo miało 38 634 mieszkańców. Hrabstwo powstało w 1843 roku i nosi imię od Jamesa Lawrencea – oficera amerykańskiej marynarki wojennej, zasłużonego w czasie wojny w 1812 roku.

## Sąsiednie hrabstwa
- Hrabstwo Dade (północ)
- Hrabstwo Greene (północny wschód)
- Hrabstwo Christian (wschód)
- Hrabstwo Stone (południowy wschód)
- Hrabstwo Barry (południe)
- Hrabstwo Newton (południowy zachód)
- Hrabstwo Jasper (zachód)

## Miasta i miejscowości
- Aurora
- Marionville
- Miller
- Mount Vernon
- Stotts City
- Verona

## Wioski
- Freistatt
- Halltown
- Hoberg